# دهه ۱۰۳۰ (میلادی)

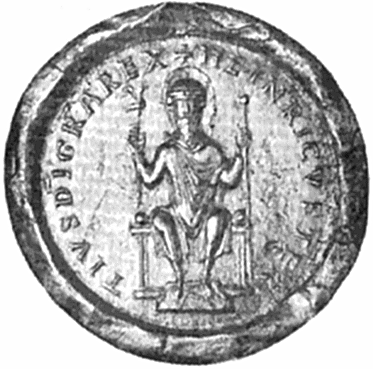
Siegel kaiser heinrich iii

دهه ۱۰۳۰ صد و سومین دهه تقویم میلادی است.

## درگذشتگان
‎